# Sooreh Hera
Sooreh Hera (nacida en 1973) es una artista y fotógrafa iraní. "Sooreh Hera" es un pseudónimo que la propia artista escogió para ella misma. El trabajo de Hera, ofreciendo a menudo representaciones de Mahoma, ha sido considerado como muestra de libertad de expresión para algunas personas y como ofensivo para otras. Reside en los Países Bajos.

## Educación y amenazas
Hera nació en Teherán. Es una licenciada de la Escuela de Bellas Artes de Hague.
En diciembre de 2007, el Partido Democrático Islámico "emitió una declaración que pedía un mobilización de fuerzas." Además, fue tildada de "artista del diablo" con "planes contra el Islam." Esto condujo a amenazas de muerte contra Hera, por lo que decidió marcharse y esconderse. También tiene una fetua emitida contra ella.

## Trabajo
Hera describe su trabajo como la exposición de la hipocresía en las enseñanzas de Islam sobre temas como la homosexualidad. Siente que es importante hablar sobre la sexualidad para criticar la religión. Hera declara que "en países como Irán o Arabia Saudí  es común para los hombres casados para mantener relaciones con otros hombres." Dice que "espero que mi trabajo levante debate." Uno de sus trabajos censurados, "Adam y Ewald," era una fotografía de hombres gais que llevan máscaras que representan a Mahoma y a su yerno, Ali. "Adam y Ewald" es parte de una serie llamada Adam & Ewald, de zevendedagsgeliefden (Adam & Ewald, Los Amantes del Séptimo Día). El título de la serie hace referencia a la historia de Adán y Eva, y también a un discurso de un político holandés cristiano conservador.
Algunos museos que han intentado mostrar la obra de Hera han recibido amenazas por quienes encuentran ofensivo su trabajo. En noviembre de 2007, el Hague Gemeentemuseum retiró algunos de los trabajos creados por Hera para evitar disgustar a la comunidad musulmana. La censura de su arte marcó "la primera vez que un museo holandés, en oposición a un ente gubernamental, ha censurado una obra de arte de sus propias paredes." El director del museo también acusó a Hera de crear deliberadamente arte provocativo para recibir atención mediática. A pesar de aquello, el museo todavía consideró adquirir su serie completa. Hera escogió no participar en la exhibición si algunos de sus trabajos estaban censurados. Los artistas de los Países Bajos apoyaron a Hera, publicando una carta abierta al Ministro holandés de Cultura en el NRC Handelsblad. El trabajo de Hera fue invitado a ser expuesto en el Museo Municipal de Gouda, aunque el espectáculo fue aplazado debido a las amenazas de la comunidad musulmana de Gouda.

### Citas
1. ↑  «Respectloos!» (en neerlandés). 1 de diciembre de 2007. Consultado el 5 de mayo de 2016.
2. 1 2 3 4  Winter, Jana (3 de mayo de 2008). «Iranian Artist Fights to Have Muhammad Art Displayed in Dutch Museums». Fox News. Consultado el 5 de mayo de 2016.
3. 1 2 3  «Soore». Soore (en neerlandés). Consultado el 5 de mayo de 2016.
4. ↑  Golding, 2014, p. 18.
5. 1 2 3 4 5 6  Esman, Abigail (18 de diciembre de 2007). «No Gay Gods?». ArtNet. Consultado el 5 de mayo de 2016.
6. ↑  «Woman Artist Gets Death Threats Over Gay Muslim Photos». 6 de enero de 2008. Consultado el 5 de mayo de 2016.
7. ↑  Esman, 2010, p. 190.
8. ↑  Meijer-van Mensch, 2013, p. 48.
9. ↑  Meijer-van Mensch, 2013, p. 48-49.
10. ↑  «Streit um Homo-Mohammed» (en alemán). 12 de diciembre de 2007. Archivado desde el original el 30 de junio de 2016. Consultado el 5 de mayo de 2016.
11. ↑  «Hague Museum Pulls Offensive Muslim Art». 3 de diciembre de 2007. Consultado el 5 de mayo de 2016.
12. ↑  Esman, 2010, p. 236.
13. 1 2  Meijer-van Mensch, 2013, p. 50.